# Egipto en los Juegos Olímpicos de Pekín 2008
Egipto estuvo representado en los Juegos Olímpicos de Pekín 2008 por un total de 101 deportistas, 74 hombres y 27 mujeres, que compitieron en 19 deportes.
El portador de la bandera en la ceremonia de apertura fue el luchador Karam Yaber.

## Medallistas
El equipo olímpico egipcio obtuvo las siguientes medallas:
| Nombre           | Deporte      | Competición |
| ---------------- | ------------ | ----------- |
| Oro              |              |             |
| —                |              |             |
| Plata            |              |             |
| —                |              |             |
| Bronce           |              |             |
| Abir Abdelrahman | Halterofilia | 69 kg F     |
| Hesham Mesbah    | Judo         | –90 kg M    |